# ادالاج
ادالاج (به انگلیسی: Adalaj) یک روستا در هند است که در گجرات واقع شده‌است.

## خصوصیات
ادالاج ۹٬۷۷۴ نفر جمعیت دارد و ۶۸ متر بالاتر از سطح دریا واقع شده‌است.